# بیماری‌های روان‌تنی
پزشکی روان‌تنی یا پزشکی سایکوسوماتیک (به انگلیسی: Psychosomatic medicine) یک حوزهٔ پزشکی میان‌رشته‌ای است که به بررسی روابط بین عوامل اجتماعی، روانی، رفتاری بر فرآیندهای بدن و کیفیت زندگی در انسان می‌پردازد. اختلالات در این حوزه، به صورت اختلال بدنی که تحت تأثیر ذهن قرار دارد یا در شدیدترین حالت، توسط ذهن ایجاد می‌شود، تعریف می‌شود. اختلال‌های روان‌تنی، شامل اختلال‌هایی است که در آن‌ها نشانه‌ها مستقیماً مربوط به آسیب مغزی یا وجود یک وضع غیرعادی در محیط زیست شیمیایی مغز است؛ ممکن است در نتیجه پیری، بیماری‌های تباه‌کننده دستگاه عصبی (مثل سیفیلیس)، یا فروبری مواد سمی (مثل مسمومیت ناشی از سرب یا الکلیسم) ایجاد شوند.
تشخیص اختلال روان‌تنی، زمانی صورت می‌گیرد که یک اختلال با آسیب جسمانی شناخته‌شده وجود داشته باشد و رویدادهایی که از نظر روان‌شناختی معنادار هستند، قبل از اختلال واقع شده و به شروع یا وخیم‌تر شدن آن کمک کنند. زمانی که عوامل روان‌شناختی بر بیماری جسمانی تأثیر می‌گذارند، معمولاً فرد انکار می‌کند که بیمار است، از مصرف دارو خودداری می‌کند و ممکن است وجود عوامل خطر را که احتمالاً حالت جسمانی را وخیم‌تر می‌کنند، نادیده بگیرد. ملاک اول، اختلال‌های روان‌تنی را از اختلال‌های جسمانی‌شکل جدا می‌کند. اختلال‌های جسمانی‌شکل، مبنای جسمانی شناخته‌شده‌ای ندارند اما اختلال‌های روان‌تنی، مبنای جسمانی دارند. عوامل روانی می‌توانند شرایط جسمانی متعدد را در تعداد زیادی از دستگاه‌های عضوی تحت تأثیر قرار دهند، دستگاه‌هایی نظیر: دستگاه تنفسی، دستگاه قلبی – عروقی، پوست و دستگاه معدی – روده‌ای و اندام‌های حسی. در هر فرد ممکن است تنها یک دستگاه عضوی در برابر تأثیرات روانی آسیب‌پذیر باشد.

## برخی از نمونه‌های اختلال‌های سایکوسوماتیک

### اختلال‌های گوارشی
زخم گوارشی، فرسایش محدود غشاء مخاطی معده یا اثنی‌عشر، قسمت بالای روده باریک است. این زخم‌ها را به این علت گوارشی می‌گویند که معمولاً تصور بر این است که آن‌ها حداقل تا اندازه‌ای توسط پپسین ایجاد می‌شوند. در شیره اسیدی که معده به‌طور عادی آن را ترشح می‌کند، پپسین وجود دارد. افرادی که اسید هیدروکلریک یا پپسین بیش از حد ترشح می‌کنند، اشخاصی که دفاع مخاطی بسیار ضعیفی در برابر اسید دارند و افرادی که پوشش معدی آن‌ها به کندی احیاء می‌شود، عموماً در برابر زخم‌ها آسیب‌پذیرترند. این حالت می‌تواند به صورت ژنتیکی به ارث برده شده باشد. در افرادی که ضعف سرشتی دستگاه روده‌ای دارند (مانند ترشح بیش از حد اسید ارثی) وقتی که با انواع خاصی از استرس مواجه می‌شوند، ممکن است زخم‌های گوارشی ایجاد شوند. نتایج تحقیقات پژوهشگران نشان می‌دهد که حالت‌های هیجانی چون خشم و اضطراب باعث می‌شوند اسید معده زیاد ترشح شود؛ این به نوبه خود به ایجاد زخم‌های گوارشی کمک می‌کند. همچنین، برخی از مشاغل اضطراب‌برانگیز ممکن است باعث شوند که کارکنان بیشتری به زخم معده مبتلا شوند. در این حالت نیز، اضطراب بیشتر، اسید زیادی را در معده تولید می‌کند.

### اختلال‌های قلبی و عروقی
علت اصلی اغلب موارد بیماری قلبی و مرگ ناگهانی، تجمع چربی در جداره درونی شریان‌های کرونری است. این نوع گرفتگی مانع از رسیدن خون به عضله قلب می‌شود که نتیجه آن حمله قلبی و مرگ ناگهانی است. در این رابطه عوامل جسمانی نظیر: افزایش سن، مرد بودن، سیگار کشیدن، داشتن فشار خون بالا، داشتن کلسترول خون بالا، فعالیت جسمانی و عوامل ارثی دخیل هستند. علاوه بر این موارد، یک عامل روانی به نام شخصیت تیپ A نیز در ایجاد این اختلال مؤثر است. افراد تیپ A که مستعد بیماری کرونری هستند با سه ملاک توصیف می‌شوند:
الف. احساس افراطی فوریت زمان به‌طوری که همیشه نگران موعدها هستند.
ب. رقابت‌طلبی و جاه‌طلبی.
پ. پرخاشگری و خصومت به‌ویژه زمانی که اوضاع از کنترلشان خارج است.
نقطه مقابل این افراد، شخصیت‌های تیپ B هستند که آرام و خونسرد بوده و احساس فوریت زمان نمی‌کنند. خصومت و خشم می‌توانند مؤلفه‌های کشنده تیپ A باشند. از مدت‌ها قبل تصور بر این بوده است که فشار خون بالا، که پرتنشی نیز نامیده می‌شود، می‌تواند کاملاً به خصومت و اینکه چطور با خشم خود برخورد می‌کنیم مربوط باشد. بررسی‌های انجام‌شده حاکی از آن هستند که در صورت وجود خصومت و خشم در افراد تیپ A و تخلیه نشدن آن‌ها، احتمال حملات قلبی و بیماری قلبی عروقی بیشتر است. یکی دیگر از مؤلفه‌های تیپ A جاه‌طلبی است. افرادی که جاه‌طلب و رقابت‌جو هستند و احساس فوریت زمان می‌کنند، ممکن است در موقعیت‌های بیشتری که ناکامی، شکست و درماندگی تولید می‌کنند، درگیر شوند و شاید شدیدتر از افراد تیپ B به درماندگی واکنش نشان دهند. زمانی که افراد تیپ A نتوانند اعمال را کنترل کنند، ممکن است دچار خصومت، ناکامی و واکنش اضطراری طولانی‌مدت شوند، که همه آن‌ها می‌توانند به خطر زیاد برای ابتلا به بیماری قلبی عروقی کمک کنند.

### آسم
آسم، نوعی بیماری راه‌های تنفسی است که در آن راه‌های هوائی به صورت منتشر تنگ می‌شوند. حملات تنگی نفس، سرفه، خس‌خس سینه از تظاهرات بالینی آسم هستند. هنگامی که شخصی در حال هیجان روانی است، مشاهده می‌شود که یا به تندی نفس می‌کشد یا نفس کشیدن برایش مشکل است. البته آسم همیشه دلیل روانی ندارد، بلکه گاهی علت عضوی مشخصی نیز دارد. در اغلب موارد، عوامل جسمی و روانی هر دو در ایجاد آسم دخالت می‌کنند. بدین معنی که علل روانی، عوامل جسمی را تحریک و تشدید می‌کند.